# 櫻蔭中學校及高等學校
櫻蔭中學校·高等學校（日语：／）是位於東京都文京區本鄉一丁目、提供中高一貫教育的私立女子中學校、高等學校。是不收高中新生的完全中高一貫校。
在日本中學入試中與女子學院中學校、雙葉中學校合稱「女子御三家」。

## 概要
本校是由東京女子高等師範學校（現御茶之水女子大學）同學會「櫻蔭會」募款，於1924年（大正13年）設立。創校至今一直維持女子學校形式。
由櫻蔭會選出的初代校長後閑菊野是昭和天皇皇后香淳皇后的教育人。
本校設有「禮法」課程。目標培養出體貼周到、多方活躍的女性。

## 2015年度大學合格成績
櫻蔭在2015年度的大學合格成績依然在女子高校中名列前茅，但與其他學校的差距已逐漸減小。
2015年度畢業生中東京大學合格者達四分之一，加上京都大學、一橋大學、東京工業大學、國公立大學醫學部等合格生，約占整體畢業生的四成（約80人左右）。不同於一般的女子高校，本校理科表現十分優異，醫學部與工學部合格者非常多。國公立大學醫學部合格者在最高峰曾達畢業人數的四分之一，2015年度約為八分之一。
2015年度的畢業人數為231名，其中東京大學合格者有59名，慶應義塾大學有82名，早稻田大學有115名。

## 沿革
- 1924年3月 - 櫻蔭女學校設立。
- 1926年4月23日 - 5年制櫻蔭高等女學校設立。本日為創立紀念日。
- 1930年3月 - 財團法人櫻蔭高等女學校設立。
- 1931年3月 - 制定校歌。作詞者為東京女子高等師範學校校長吉岡郷甫，作曲者為東京音樂學校教授信時潔（日语：信時潔）。
- 1945年4月 - 戰爭空襲，校舍四分之三燒毀。
- 1947年3月 - 設置櫻蔭高等女學校專攻科（國語、英語）。
- 1947年4月 - 學制改革（日语：学制改革），設置櫻蔭中學校（450名9學級）。
- 1948年3月 - 学制改革，設置櫻蔭高等學校（普通科600名）。
- 1950年3月 - 櫻蔭高等學校專攻科廢止。
- 1951年1月 - 學校法人櫻蔭學園設立。
- 1960年4月 - 櫻蔭中學校學生名額增至600名。
- 1971年4月 - 櫻蔭中學校學生名額增至750名。
- 1974年4月 - 櫻蔭高等學校學生名額增至750名。

## 郊外設施
- 雲雀丘運動場（西東京市雲雀丘（日语：ひばりが丘 (東京都)））
- 淺間山莊（群馬縣吾妻郡長野原町北輕井澤（日语：北軽井沢））

## 制服
基底是圓領白色女性襯衫搭配深藍西裝外套與背心裙，並繫上深藍色腰紐。夏季制服是短袖女性襯衫，裙子材質較薄，顏色也較淡。僅穿背心裙時左胸需別上校章。冬季制服須加上毛衣與西裝外套，毛衣胸前有代表學校的紅色oin刺繡。著西裝外套時，左胸口袋需別上校章。學校沒有規定換季時間，夏冬制服可自由選擇。在參加正式典禮時，須穿上別有校章的西裝外套與黑長襪。校章以櫻花作設計，花中寫有舊字的櫻蔭。校章共有大小2種，小的是襟章，別在冬用外套或雨衣衣領上。

## 特殊課程
- 「自由研究」（中學3年）

依據各自興趣，利用3年時間提出論文，並在研究発表會中發表。
- 「綜合學習時間」（中1～高2）
- 「禮法」（中1、高2）

## 年度活動
- 中一與高一在夏季會到淺間山莊合宿（中一是三天兩夜，高一是四天三夜）。中三與高二在十月會分別到東北（四天三夜）、京都奈良（五天四夜）修學旅行[3]。
- 文化祭在9月舉行[3]。
- 體育大會在5月於雲雀丘運動場（西東京市）舉行[3]。

## 交通
- JR東日本水道橋站步行5分[4]
- 都營地下鐵三田線水道橋站步行3分[4]
- 丸之內線本鄉三丁目站步行7分[4]
- 大江戶線、丸之內線、南北線後樂園站步行7分[4]

## 知名畢業生

### 政治家
- 猪口邦子[5] - 僅就讀中學。現任日本參議院議員、前日本眾議院議員、少子化、性別平等擔當大臣（日语：内閣府特命担当大臣（少子化・男女共同参画担当））、上智大學法學部教授、前裁軍談判會議日本政府代表部特命全權大使
- 豐田真由子[6] - 眾議院議員
- 山田美樹[7] - 眾議院議員
- 水島廣子（日语：水島広子） - 精神科醫師、前眾議院議員（民主黨）

### 專門家、大學教授
- 佐藤宗子（日语：佐藤宗子） - 千葉大學教育學部教授
- 加藤陽子（本名：野島陽子）- 東京大學大學院人文社會系研究科教授
- 飯島愛子（日语：飯島愛子 (ウーマンリブ活動家)） - 女性主義者
- 土井香苗（日语：土井香苗） - 律師
- 經澤香保子（日语：経沢香保子）[8] - Trenders（日语：トレンダーズ）代表取締役
- 弓削昭子（日语：弓削昭子） - （僅中學1年，中學2年前往紐約）法政大學教授、前聯合國開發計劃署駐日代表兼總裁特別顧問、紐約本部管理局長（女性首位）
- 北原怜子（日语：北原怜子） - 社會奉獻者
- 室田尚子（日语：室田尚子） - 音樂評論家
- 淺野素女（日语：浅野素女） - 作家

### 作家
- 乙骨淑子（日语：乙骨淑子） - 兒童文學作家
- 篠原一（日语：篠原一 (作家)） （在學時成為文學界新人賞（日语：文學界新人賞）最年輕得獎者）
- 多田智滿子（日语：多田智満子）  - 詩人、法國文學家

### 歌手、女優
- 長島伸子（日语：長島伸子） -女高音
- 東郷晴子（日语：東郷晴子） - 寶塚歌劇團畢業生、女演員
- 野村昭子（日语：野村昭子） - 女演員
- 水森亞土（日语：水森亜土） - 歌手、女演員、插畫家
- 菊川怜 - 女優、藝人
- 楠城華子（日语：楠城華子） - 女演員、藝人
- 八田亞矢子 - 藝人（轉校至公立學校）
- 松江由紀子（日语：松江由紀子） - 藝人
- 三浦奈保子（日语：三浦奈保子） - 藝人

### 播音員
- 黑崎惠（日语：黒崎めぐみ） - NHK播音員
- 藤村由紀子（日语：藤村由紀子）[9] - 宮城電視台播音員
- 繁田美貴（日语：繁田美貴） - 東京電視台播音員
- 磯貝初奈 - 中京電視台播音員
- 莊司典子（日语：荘司典子） - 自由播音員

## 外部連結
- 櫻蔭學園 （页面存档备份，存于）